# Estrella Polar
Koordinaten: 62° 11′ 36″ S, 58° 58′ 54″ W
Das Hotel Estrella Polar war bisher das einzige Hotel der Antarktis und befand sich auf der King-George-Insel, und zwar in der Nähe des Hangars der chilenischen Militärbasis Presidente Eduardo Frei Montalva-Station (Base Presidente Eduardo Frei Montalva, ehemals Base Teniente Rodolfo Marsh).
Das Hotel wurde um 1980 gebaut und verfügte über 80 Betten. Das Hotel ist jedoch seit 1992 nicht mehr in Betrieb. Zwar werden jährlich fast 15.000 Antarktis-Touristen erfasst (Stand: Saison 2002/2003), doch sind es im Bereich der südlichen King-George-Insel nur einige wenige hundert Anlandungen pro Jahr.
Die Bedeutung des Hotels ist teilweise eine politische. Seine Errichtung ist zu verstehen im Kontext der territorialen Ansprüche, wie sie auf der antarktischen Halbinsel Chile und Argentinien stellen. Zur weiteren Unterstreichung solcher Ansprüche, die eigentlich seit dem Antarktisvertrag von 1959 suspendiert sind, wohnen auch Angehörige der Militärbasis in der nahen Siedlung Villa Las Estrellas, ungefähr 70 bis 80 Personen, Familien mit Kindern. Es sind dort bereits Kinder zur Welt gekommen und es gibt auch eine Schule für die Grundbildung, ein Postamt, eine Bank und ein Basiskrankenhaus mit Chirurgie, ebenfalls ein Ausdruck dafür, dass das Territorium normal bewohnt ist.
Der Name des Hotels, deutsch Polarstern, ist insofern erstaunlich, als am Standort des Hotels, wie überhaupt auf der Südhalbkugel (genauer: südlich von 1° S), der Polarstern nicht beobachtet werden kann.